# Метран (патриций Прованса)
Метран (Метраний; лат. Metranus или Metranius; умер не ранее 732) — правитель Прованса (около 716—732).

## Биография
О Метране известно очень немного. Он упоминается документе, сохранившемся в картулярии аббатства Святого Виктора. В нём он назван одним из правителей Прованса, носившим титул патриция: «Анседерт, Немфидий, Антенор, Метран и Аббон» (лат. Ansedertus, Nemfidius, Antenor, Metranus et Abbon). О Метране, правителе Марселя, в котором находилась резиденция властителей Прованса, упоминается в агиографическом сочинении «Мученичество Леодегария». Также в 1851 году в Симье был обнаружен клад из 2294-х серебряных монет, на нескольких из которых было отчеканено имя «Метран». Вероятно, клад был зарыт приблизительно в 730-х годах.
На основании этих данных историки считают Метрана правителем Прованса, возможно, ставшим в этой должности преемником Антенора. Его властвование над Провансом приблизительно датируется 716—732 годами. Вероятно, преемником Метрана был герцог Мавронт, впервые упоминавшийся в исторических источниках в 734 году.